# Some Enchanted Evening
Some Enchanted Evening – drugi album koncertowy grupy Blue Öyster Cult z 1978 roku. W 2007 roku ukazała się edycja zremasterowana z nieopublikowanym materiałem plus DVD z tytułem "Some OTHER Enchanted Evening". Uzyskał status platynowej płyty w 1988 roku. Nagrania dotarły do 44. miejsca listy Billboard 200 w USA.

## Lista utworów
1. "R.U. Ready 2 Rock" - 5:29
2. "E.T.I. (Extra Terrestrial Intelligence)" - 5:04
3. "Astronomy" - 8:18
4. "Kick Out the Jams" (cover MC5) - 3:03
5. "Godzilla" - 4:10
6. "(Don't Fear) The Reaper" - 5:51
7. "We Gotta Get Out of This Place" (cover The Animals) - 4:09

### Utwory dodatkowe z 2007 roku
1. "ME 262" - 3:24
2. "Harvester of Eyes" - 4:35
3. "Hot Rails To Hell" - 5:01
4. "This Ain't The Summer Of Love" - 2:48
5. "5 Guitars" - 8:34
6. "Born to Be Wild" (cover Steppenwolf) - 6:30
7. "We Gotta Get Out Of This Place" - 4:36 (wersja alternatywna)

- Utwory 1 - 4 nagrany 4/13/78, Atlanta, GA
- Utwory 5 i 7 nagrany 6/1/78, Newcastle, England
- Utwory 6 i 9 nagrany 4/9/78, Little Rock, AR (utwór 9 nieopublikowany)
- Utwór 8 nagrany 12/31/77, Rochester, NY (nieopublikowany)
- Utwory 10 -13 nagrany 1/30/78, Detroit, MI (nieopublikowany)
- Utwór 14 nagrany 1/31/78, Boston, MA (nieopublikowany)

### DVD -  Some OTHER Enchanted Evening
1. "R.U. Ready To Rock" - 5:29
2. "E.T.I. (Extra Terrestrial Intelligence)" - 5:04
3. "Harvester of Eyes" - 4:35
4. "We Gotta Get Out Of This Place" - 4:09
5. "Golden Age of Leather"
6. "Astronomy" - 8:18
7. "ME 262" - 3:24
8. "Kick Out The Jams" (cover MC5) - 3:03
9. "This Ain't The Summer Of Love" - 2:48
10. "5 Guitars" - 8:34
11. "Born To Be Wild" (cover Steppenwolf) - 6:30

- Sfilmowany w 1978 w Capital Center, Largo, MD; (nieopublikowany materiał)

## Twórcy
- Eric Bloom - wokal,  gitara rytmiczna
- Donald "Buck Dharma" Roeser - gitara prowadząca,  wokal
- Allen Lanier - gitara rytmiczna,  instrumenty klawiszowe
- Joe Bouchard - gitara basowa,  wokal
- Albert Bouchard - perkusja,  wokal
- Sandy Pearlman - producent
- Murray Krugman - producent
- George Geranios - mix (DVD)

### Certyfikat
| Rok  | Album                  | Certyfikat |
| ---- | ---------------------- | ---------- |
| 1988 | Some Enchanted Evening | Platynowa  |